# Millville (Pensilvania)
Millville es un borough ubicado en el condado de Columbia en el estado estadounidense de Pensilvania. En el año 2000 tenía una población de 991 habitantes y una densidad poblacional de 403 personas por km².

## Geografía
Millville se encuentra ubicado en las coordenadas 41°7′22″N 76°31′40″O / 41.12278, -76.52778.

## Demografía
Según la Oficina del Censo en 2000 los ingresos medios por hogar en la localidad eran de $29 191 y los ingresos medios por familia eran $44 063. Los hombres tenían unos ingresos medios de $30 357 frente a los $23 269 para las mujeres. La renta per cápita para la localidad era de $18 958. Alrededor del 14% de la población estaba por debajo del umbral de pobreza.